# مشترسالاش
مشترسالاش (به مجاری:  Mesterszállás) یک منطقهٔ مسکونی در مجارستان است که در ناحیه مزوتور واقع شده‌است. مشترسالاش ۴۲٫۹۲ کیلومتر مربع مساحت و ۷۰۲ نفر جمعیت دارد.